# Sufetula sythoffi
Sufetula sythoffi là một loài bướm đêm trong họ Crambidae.